# Archytas (månekrater)
Archytas er et nedslagskrater på Månen, der stikker ind i den nordlige kant af Mare Frigoris på Månens forside. Det er opkaldt efter den græske astronom, matematiker og filosof Archytas (428 – 347 f.Kr.).
Navnet blev officielt tildelt af den Internationale Astronomiske Union (IAU) i 1935. 
Krateret blev første gang observeret i 1645 af Johannes Hevelius.

## Omgivelser
Mod nordvest ligger det tilsvarende store Timaeuskrater, og det mindre Protagoraskrater ligger i den modsatte retning mod sydøst. Længere mod sydvest, på den anden side af den modsatte kant af maret ligger det fremtrædende Platokrater. 

## Karakteristika
Archytas' rand har en skarp kant og udviser kun få tegn på erosion fra senere nedslag. Den ydre væg er næsten cirkulær, med en let udadgående bule mod sydøst. Det indre er ru, med en ring af materiale, som er samlet ved foden af den indre væg. Lige øst for kraterets midte står et par centrale toppe.
Overfladen rundt om krateret er ret jævn mod syd på grund af de lavastrømme, som dannede maret. Den er mere forrevet mod nord og nordøst. Satellitkrateret "Archytas B", som ligger nordvest for Archytas danner en lavadækket bugt langs kanten af Mare Frigoris.

## Satellitkratere
De kratere, som kaldes satellitter, er små kratere beliggende i eller nær hovedkrateret. Deres dannelse er sædvanligvis sket uafhængigt af dette, men de får samme navn som hovedkrateret med tilføjelse af et stort bogstav. På kort over Månen er det en konvention at identificere dem ved at placere dette bogstav på den side af satellitkraterets midte, som ligger nærmest hovedkrateret. Archytaskrateret har følgende satellitkratere:
| Archytas | Længde  | Bredde  | Diameter |
| -------- | ------- | ------- | -------- |
| B        | 61,3° N | 3,2° E  | 36 km    |
| D        | 63,5° N | 11,8° E | 43 km    |
| G        | 55,6° N | 0,5° E  | 7 km     |
| K        | 62,6° N | 7,7° E  | 15 km    |
| L        | 56,2° N | 0,9° E  | 5 km     |
| U        | 62,8° N | 9,2° E  | 8 km     |
| W        | 61,2° N | 5,2° E  | 6 km     |

## Måneatlas
- Billeder af Archytaskrateret i LPI-måneatlasset